# Stadtpfarrkirche St. Pankratius (Roding)

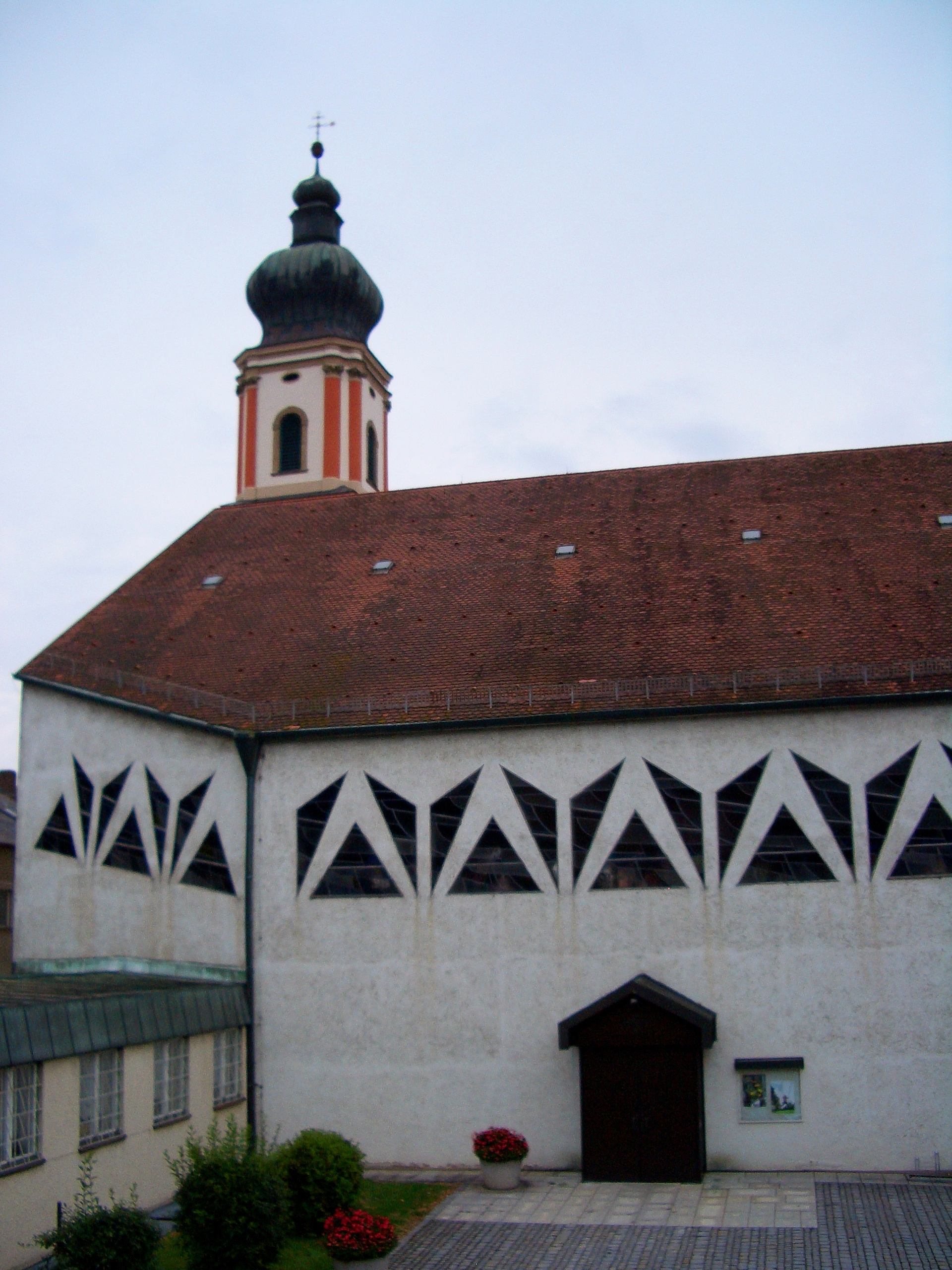
Außenansicht der Stadtpfarrkirche Roding

Die Stadtpfarrkirche St. Pankratius ist eine römisch-katholische Pfarrkirche in Roding. Das Pankratius-Patrozinium in Roding ist das älteste in Deutschland. Der erhaltene Turm des barocken Vorgängers des heutigen modernen Kirchenbaus ist ein Wahrzeichen der Stadt.

## Geschichte
Die Urkirche in Roding, bestehend zumindest seit dem 9. Jahrhundert, war St. Gallus geweiht; Roding wurde 844 als Ort einer Königspfalz genannt. Eine Urkunde vom 2. August 896 vermerkt eine Kapelle, in die Kaiser Arnulf die Reliquien des heiligen Pankratius bringen ließ. Arnulf hatte die Reliquien von Papst Formosus als Dankesgeschenk erhalten; er hatte dem Papst 895 aus Bedrängnis geholfen. Roding ist der Ort des ältesten Pankratius-Patroziniums in Deutschland; es ist anzunehmen, dass die Überführung der Reliquien des Heiligen dorthin den Ausgangspunkt der Pankratius-Verehrung in Deutschland bildet.
Galluskirche und Pankratiuskapelle blieben beide lange bestehen, bis an ihrer Stelle eine gotische Kirche erbaut wurde – sie hatte zumindest bis 1526 beide Heilige als Patrone. Im Dreißigjährigen Krieg wurde sie 1634 von kaiserlichen Truppen niedergebrannt. An die Stelle der gotischen Kirche trat 1649 ein barocker Nachfolger, ab 1660 mit neuerrichtetem Turm. Auch dieser Bau fiel einem Feuer zum Opfer, dem großen Rodinger Marktbrand am 9. September 1755. Der Pösinger Maurermeister Kaspar Hecht und der Zimmermeister Hans Heimerl, ebenfalls aus Pösing, ließen sie in den nachfolgenden Jahren wiedererstehen.
Nach dem Zweiten Weltkrieg und der Erhebung Rodings zur Stadt wurde die barocke Kirche 1959 abgebrochen und die alten Reste ihrer gotischen Vorgängerin beseitigt. An ihre Stelle trat der helle und geräumige moderne Bau nach den Plänen von Friedrich Ferdinand Haindl, der noch heute besteht. Auf die Errichtung eines neuen Turms wurde verzichtet, der alte barocke Turm als Campanile erhalten. Am 3. Mai 1964 wurde die neue Kirche von Bischof Rudolf Graber geweiht.

## Lage und Gebäude

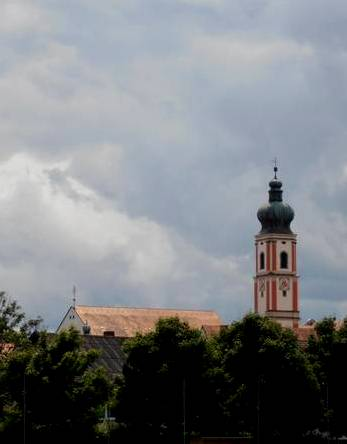
Der barocke Kirchturm als Wahrzeichen der Stadt Roding

Die Stadtpfarrkirche St. Pankratius steht im Stadtzentrum von Roding. In unmittelbarer Nähe auf dem Rodinger Kirchplatz stehen die wesentlich älteren Gebäude der Josephikapelle und der Annakapelle.
Der 1959 begonnene Kirchenbau ist ein Werk von Friedrich Ferdinand Haindl. Die Kirche steht auf achteckigem Grundriss und trägt ein ziegelgedecktes Satteldach; unterhalb der Dachkante verläuft ein Fensterband aus dreieckigen Elementen, das das gesamte Gebäude umläuft. Der Bau bietet Sitzplätze für 850 Gläubige.
Im Nordwesten der Kirche blieb der Turm des barocken Vorgängerbaus von Kaspar Hecht und Hans Heimerl als Campanile erhalten. Die Gesimsgliederung an der Fassade entspricht seinen vier Geschossen. An jeder seiner durchgängig vier Seiten und in jedem Geschoss ist er mit zwei Pilastern geschmückt. Der Turm trägt eine Zwiebelhaube, die Spitze bildet eine Laterne.

## Ausstattung
Bedeutendstes Kunstwerk ist eine gotische, farbig bemalte, steinerne Marienstatue. Maria trägt Krone und Schleier und ist rot und braun gewandet. Sie ist in lebendiger Haltung und mit natürlichen Gesichtszügen dargestellt. Auf dem rechten Arm trägt sie das Jesuskind, das ein Buch in Händen hält; in der linken Hand trägt sie einen Strauß mit Stechpalmenblättern. Das Bildnis entstand in den Zwanzigerjahren des 14. Jahrhunderts; vermutlich entstammt sein Schöpfer der Regensburger Bildhauerschule. Die Statue wurde 1907 für die Rodinger Kirche erworben; zuvor gehörte sie dem Bierbrauer Johann Zimmermann und stand in der Kapelle der Burg Regenpeilstein.
Der Taufstein, mit halbkugelförmigem, rankenverziertem Becken stammt aus dem 13. Jahrhundert und gehörte bereits zu Beginn zur Ausstattung der Rodinger Kirche.

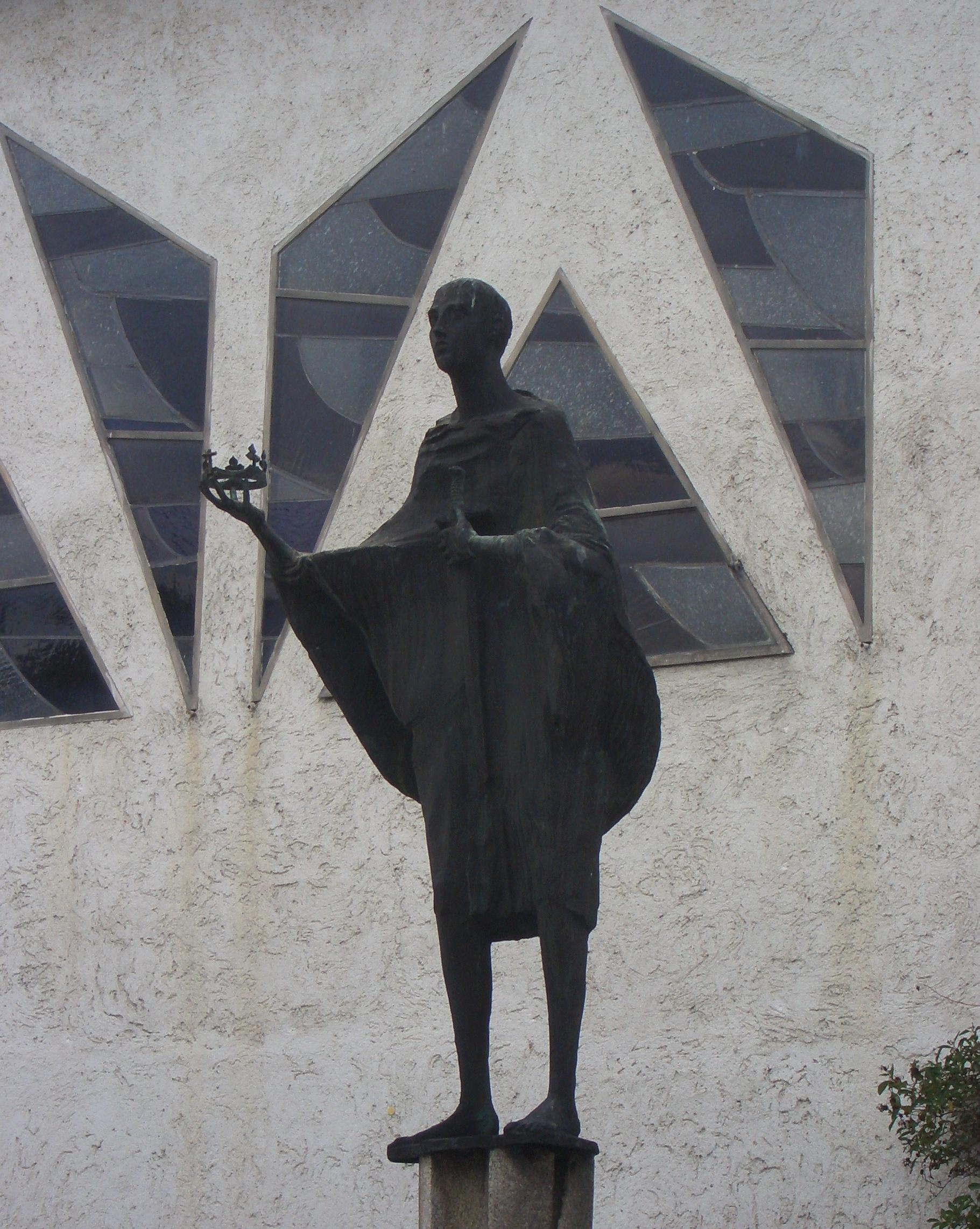
Bronzestatue des Hl. Pankratius auf dem Kirchplatz

Das große versilberte Kreuz aus Holz über dem Altar stammt von Anton Rückel. Jesus ist hier nicht als Leidender, sondern als verklärter, erhöhter Herr dargestellt; seine Arme sind vom Kreuz gelöst, gleichwie um die Gläubigen zu umfangen; seine Füße sind nebeneinander an das Kreuz fixiert. Vom selben Künstler stammt der bronzene Deckel des Taufbeckens; dargestellt ist die Taufe Jesu im Jordan. Ebenfalls Werke von Rückel sind die beiden zur Kirche gehörenden Statuen des Kirchenpatrons, des heiligen Pankratius. Die eine, aus Holz, 1980 aufgestellt, steht im Kircheninneren auf einem Steinsockel, der die Kaiser Arnulf geschenkten Reliquien des Heiligen birgt. Die andere Statue, aus Bronze, steht auf dem südlichen Kirchplatz auf einer Steinsäule.
Tabernakel und Ambo, beide aufgestellt 1979, hat der Maler und Bildhauer Curt Porzky aus Altötting geschaffen. Motiv der Metallverzierungen ist der brennende Dornbusch aus dem Zweiten Buch Mose des Alten Testaments beziehungsweise eine Auswahl von Szenen aus der Offenbarung des Johannes aus dem Neuen Testament. Der Kreuzweg, seit 1977 in der Kirche, stammt ebenfalls von Curt Porzky. Er ist als Hinterglasmalerei in einfachen, klaren Formen ausgeführt.
Aus der Wallfahrtskirche Heilbrünnl stammt eine Krippe mit zwei Szenen: Geburt Christi und Anbetung der Könige. Die zwischen 1780 und 1820 entstandenen Figuren sind 50 bis 60 cm hoch und tragen zumeist neue Kleidung.

## Orgel
In der Kirche waren bereits Vorgängerinstrumente von Andreas Weiß, Anton Ehrlich und Willibald Siemann zu finden.
Die heutige Orgel wurde 1961 von Weise gebaut. Das Instrument mit einer elektro-pneumatischen Traktur verfügt über 29 klingende Register, verteilt auf drei Manualen und Pedal. Die Prospekt-Pfeifen sind zu einem Freipfeifenprospekt mit gegenläufigen, chromatisch ansteigenden Pfeifenfeldern angeordnet.
| I Hauptwerk C–g3 |              |       |
| 1.               | Quintade     | 16′   |
| 2.               | Prinzipal    | 08′   |
| 3.               | Spitzflöte   | 08′   |
| 4.               | Oktave       | 04′   |
| 5.               | Rohrflöte    | 04′   |
| 6.               | Waldflöte    | 02′   |
| 7.               | Mixtur IV–VI | 1 ⁄3′ |
| 8.               | Trompete     | 08′   |

| II Kronpositiv C–g3 |                |       |
| 09.                 | Kupfergedackt  | 8′    |
| 10.                 | Prästant       | 4′    |
| 11.                 | Blockflöte     | 2′    |
| 12.                 | Spitzquint     | 1 ⁄3′ |
| 13.                 | Terzzymbel III |       |
| 14.                 | Holzregal      | 8′    |

| III Schwellwerk C–c3 |                 |        |
| 15.                  | Gedackt         | 8′     |
| 16.                  | Weidenpfeife    | 8′     |
| 17.                  | Engl. Principal | 4′     |
| 18.                  | Koppelflöte     | 4′     |
| 19.                  | Waldflöte       | 2′     |
| 20.                  | Nasard          | 2 ⁄3′  |
| 21.                  | Oktävlein       | 2′     |
| 22.                  | Terzflöte       | 1 3⁄5′ |
| 23.                  | Scharff V       | 1′     |
|                      | Tremulant       |        |

| Pedal C–f1 |             |     |
| 24.        | Subbass     | 16′ |
|            | Zartbaß     | 16′ |
| 25.        | Oktavbass   | 08′ |
| 26.        | Gedecktbass | 08′ |
| 27.        | Rohrpfeife  | 04′ |
| 28.        | Nachthorn   | 02′ |
| 29.        | Posaune     | 16′ |

- Koppeln:  II/I, III/I, III/II, I/P, II/P, III/P, III/I (Sub).
- Spielhilfen: 2 freie Kombinationen, Crescendotritt, Schwelltritt

## Glocken
Disposition des Geläutes: es1, f1, g1, b1, c2, es2
- Sebastiansglocke: 25 Ztr.
- Pankratiusglocke: 16 Ztr.
- Floriansglocke: 12 Ztr.
- Marienglocke: 8 Ztr.
- Josephiglocke: 5 Ztr.
- Sterbeglocke: 4 Ztr.